# 131 Luftving
Il 131 Luftving (precedentemente Maritim helikopterving) è uno stormo aereo della Luftforsvaret, costituito a Bardufoss (Bardufoss) il 1° gennaio 2020.
L'unità è equipaggiata con l'elicottero multiruolo NHI NH90 ed ha sostituito il 139 Luftving, attivo dal 2002 al 2020.

## Scopo
La missione principale dello stormo è il supporto elicotteristico alla Marina Militare con elicotteri marittimi. La Guardia Costiera sarà supportata dal 337 Skvadron, mentre il 334 Skvadron ha la responsabilità degli elicotteri sulle fregate della Marina.
Inoltre, lo stormo ha il compito di mantenere il funzionamento dell'aeroporto di Bardufoss, della scuola di volo dell'aeronautica militare e dell'addestramento alleato, nonché garantire la sicurezza presso la stazione del gruppo Banak.

## Storia
Il primo gennaio 2020, in seguito allo scioglimento del 139º Stormo (in norvegese: 139 Luftving), venne istituito presso la base aerea di Bardufoss il Maritim helikopterving.
Nel giugno 2022 dopo che l'acquisto dell'NH90 venne revocato, venne redatto un nuovo contratto che permetterà allo stormo di ricevere gli elicotteri Sikorsky MH-60R Seahawk nel 2025.
Nel maggio 2024, lo stormo cambiò denominazione in 131 Luftving.

## Struttura
- 334 Skvadron (Haakonsvern orlogsstasjon)
- 337 Skvadron
- Luftforsvarets flygeskole
- Baseskvadron